# 健康保険

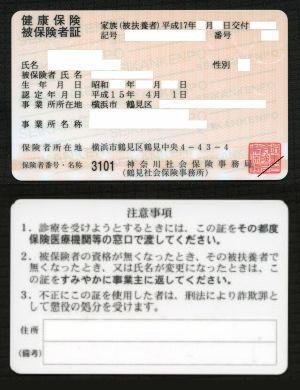
健康保険被保険者証（カード型）。いわゆる保険証。
当時の政府管掌健康保険のもの。同保険の後継である、全国健康保険協会各支部が発行する現行のカードは水色のカードとなっている。
（上：表、下：裏）

日本における健康保険（けんこうほけん、英語: Employee Health Insurance）とは、雇用者の福利厚生を目的に社会保険方式で運営される公的扶助制度（被用者保険、職域保険）のうち、健康保険法に基づくものを指す。医療保険事務上の略称は社保（しゃほ）。以下の二つに大別される：
- 「健康保険組合連合会」（組合健保、主に大企業被用者などを対象）
- 「全国健康保険組合」（協会けんぽ、主に中小企業被用者などを対象）－旧・政府管掌健康保険

なお広義の日本の健康保険とは下記を含んだものを指す：
- 上記の健康保険：健康保険法に基づく
- 船員保険：船員保険法に基づく
- 共済組合加入者の被用者保険：主に公務員などを対象、国家公務員共済組合法などに基づく
- 国民健康保険[* 1]：主に自営業者、または年金受給者、無収入者などを対象、国民健康保険法に基づく

| 公費負担医療給付                      | 公費負担医療給付                  | 公費負担医療給付   | 3兆1222億円（007.3%）  |
| 後期高齢者医療給付                    | 後期高齢者医療給付                | 後期高齢者医療給付 | 15兆2868億円（035.3%） |
| 医療保険等給付 19兆3653億円 （45.1%） | 被用者保険 10兆2934億円 （24.0%） | 協会けんぽ         | 5兆7040億円（013.3%）  |
| 医療保険等給付 19兆3653億円 （45.1%） | 被用者保険 10兆2934億円 （24.0%） | 健康保険組合       | 3兆5259億円（008.2%）  |
| 医療保険等給付 19兆3653億円 （45.1%） | 被用者保険 10兆2934億円 （24.0%） | 船員保険           | 184億円（000.0%）      |
| 医療保険等給付 19兆3653億円 （45.1%） | 被用者保険 10兆2934億円 （24.0%） | 共済組合           | 1兆0450億円（002.4%）  |
| 医療保険等給付 19兆3653億円 （45.1%） | 国民健康保険                      | 国民健康保険       | 8兆7628億円（020.4%）  |
| 医療保険等給付 19兆3653億円 （45.1%） | その他労災など                    | その他労災など     | 3091億円（000.7%）     |
| 患者等負担                            | 患者等負担                        | 患者等負担         | 5兆1922億円（012.2%）  |
| 総額                                  | 総額                              | 総額               | 42兆9665億円（100.0%） |

## 目的
健康保険法については以下では条数のみ記す。
健康保険制度は、労働者 又はその被扶養者の業務災害以外の疾病、負傷若しくは死亡又は出産 に関して保険給付を行い、もって国民の生活の安定と福祉の向上に寄与することを目的とする（第1条）。業務上の疾病等については労災保険の対象となる。業務上か業務外かはっきりしない場合は、一応業務上として取り扱い、最終的に業務外と判断された場合はさかのぼって健康保険を適用する（昭和28年4月9日保分発2014号）。健康保険と労災保険のどちらの給付も受けられないケースがあったことから、平成25年に第1条を改正し、広く医療を保障する観点から、労災保険の給付が受けられない場合には、原則として健康保険の給付が受けられることとするものである。
健康保険制度については、これが医療保険制度の基本をなすものであることにかんがみ、高齢化の進展、疾病構造の変化、社会経済情勢の変化等に対応し、その他の医療保険制度及び後期高齢者医療制度並びにこれらに密接に関連する制度と併せてその在り方に関して常に検討が加えられ、その結果に基づき、医療保険の運営の効率化、給付の内容及び費用の負担の適正化並びに国民が受ける医療の質の向上を総合的に図りつつ、実施されなければならない（第2条）。
日本の健康保険制度は、ドイツの疾病保険法をモデルとして、1926年（大正15年）（保険給付及び費用負担に関する規定は1927年（昭和2年））に施行された。当初は疾病保険と災害補償を兼ねた保険であり、工場法・鉱業法の適用のある事業所への適用とされた。

## 管掌
健康保険法の規定上は厚生労働大臣が幅広い権限を有しているが、実際の事務（次にあげる事務）は日本年金機構（1,2）、地方厚生局長又は地方厚生支局長（3）に委任・委託されている。
1. 被保険者の適用除外の承認、任意適用事業に係る認可、被保険者資格得喪の確認、標準報酬月額・標準賞与額の決定、滞納処分の事務
2. 現物給与の価額の決定、保険料等の徴収・督促に係る事務について、その事前・事後の事務処理
3. 保険医療機関等及び指定訪問看護事業者に係る指定・指定取り消し、保険医に係る登録等の権限

### 保険者
保険者（保険事業の経営主体として保険給付等の業務を行う者）は、全国健康保険協会及び健康保険組合とされる（第4条）。ただし、日雇特例被保険者については全国健康保険協会のみが保険者となり、健康保険組合が保険者となることはない。
| 保険者           | 加入者数  | 加入者数       | 加入者数       | 組合数   |
| 保険者           | 加入者計  | 本人(被保険者) | 家族(被扶養者) | 組合数   |
| ---------------- | --------- | -------------- | -------------- | -------- |
| 全国健康保険協会 | 34877千人 | 19631千人      | 15246千人      | N/A      |
| 健康保険組合     | 29504千人 | 15533千人      | 13951千人      | 1443組合 |
| 日雇特例被保険者 | 18千人    | 12千人         | 6千人          | N/A      |

## 適用事業所
加入は原則として事業所単位（本社・支社・工場など）で行われる。健康保険が適用となる事業所は、加入が義務付けられている事業所（強制適用事業所）と、厚生労働大臣の認可を受けて加入する事業所（任意適用事業所）がある。適用事業所は健康保険と厚生年金とで共通である。
強制適用事業所
- 国・地方公共団体・法人事業所（法人の種類は問わない）で、常時従業員を使用するもの（第3条3項2号）
- 個人事業所のうち、適用業種である事業の事業所で、かつ常時5人以上の従業員を使用する事業所（第3条3項1号）
  - 「5人」の算定に当たっては、被保険者となるべき者だけでなく、適用除外の規定によって被保険者とすることができない者であってもその事業所に常時使用されている者であればこれを算入する（昭和18年4月5日保発905号）。

任意適用事業所
- 強制適用事業所に該当しない事業所であって、任意適用の申請をし、厚生労働大臣の認可を受けた事業所（第31条）
  - 「強制適用事業所に該当しない事業所」とは、すなわち、個人事業所のうち、非適用業種（農林・水産・畜産業、理美容業、映画の製作その他興行の事業、接客娯楽業、法務の事業、宗教の事業、等々）の事業所、あるいは適用業種の事業所であっても常時5人未満の従業員を使用する事業所、を指す。
  - 任意適用の認可を受けようとするときは、当該事業所に使用される者の2分の1以上の同意が必要である。「2分の1」の算定に当たっては被保険者となるべき者に限られる。
  - 強制適用事業所がその要件に該当しなくなった場合、任意適用事業所の認可があったものとみなされる。

特定適用事業所
- 平成28年10月以降、同一事業主（法人番号が同一）の適用事業所の被保険者数（短時間労働者を除き、共済組合員を含む）の合計が1年で6か月以上、500人を超えることが見込まれる事業所。後述の「短時間労働者」に対する適用が拡大される。
  - 一度特定適用事業所となった事業所が、被保険者数が500人を下回ることとなっても、引き続き特定適用事業所となる。ただしこの場合、使用される被保険者の4分の3の同意を得て厚生労働大臣に申し出ることにより当該事業所を特定適用事業所でなくすることができる。
  - さらなる短時間労働者の社会保険加入拡大に向けて、「500人」は、令和4年10月以降は「100人」、令和6年10月以降は「50人」となる。

「適用業種」とされるのは、以下の業種である。

- 物の製造、加工、選別、包装、修理又は解体の事業
- 土木、建築その他工作物の建設、改造、保存、修理、変更、破壊、解体又はその準備の事業
- 鉱物の採掘又は採取の事業
- 電気又は動力の発生、伝導又は供給の事業
- 貨物又は旅客の運送の事業
- 貨物積卸しの事業
- 焼却、清掃又はとさつの事業
- 物の販売又は配給の事業
- 金融又は保険の事業
- 物の保管又は賃貸の事業
- 媒介周旋の事業
- 集金、案内又は広告の事業
- 教育、研究又は調査の事業
- 疾病の治療、助産その他医療の事業
- 通信又は報道の事業
- 社会福祉法に定める社会福祉事業及び更生保護事業法に定める更生保護事業

労災保険や雇用保険とは異なり、適用事業所でない事業所が、被保険者となるべき者からの希望があっても適用事業所とする義務はないし、任意適用事業所に使用される被保険者からの希望があっても、事業主は任意適用取消の申請を行う義務もない。
2以上の事業主が同一である場合は、厚生労働大臣の承認を受けて当該2以上の事業所を一の適用事業所とでき（一括適用事業所、第34条。一般的には法人一括の単位で適用されている）、承認にあたっては以下の要件をすべて満たすことが必要となる。
1. 一の適用事業所にしようとする複数の事業所に使用されるすべての者の人事、労務及び給与に関する事務が電子計算組織により集中的に管理されており、適用事業所の事業主が行うべき事務が所定の期間内に適正に行われること。
2. 一括適用の承認により指定を受けようとする事業所において、1. の管理が行われており、かつ、当該事業所が一括適用の承認申請を行う事業主の主たる事業所（本社）であること。
3. 承認申請にかかる適用事業所について健康保険の保険者が同一であること。
4. 協会けんぽの適用となる場合は、健康保険・厚生年金の一括適用の承認申請を合わせて行うこと。
5. 一括適用の承認によって厚生年金保険事業及び健康保険事業の運営が著しく阻害されないこと。

もっとも中小の事業所では人事・設備等の面で一括適用事業所の承認を受けるための要件を満たせない場合も多いことから、人事や給与等の管理が本社で行われている被保険者については、その者が勤務する事業所にかかわらず、健康保険・厚生年金の手続きを本社において行う（本社における被保険者として取り扱う）ことが認められている（本社管理、平成18年3月15日庁保険発第0315002号）。これらの場合、被保険者が本社・支社間で転勤したとしても、その都度の被保険者資格の取得・喪失の手続きは不要となる。
事業主は、健康保険に関する書類を、その完結の日から2年間保存しなければならない（規則第34条）。初めて適用事業所となった事業主、事業の廃止等により適用事業所に該当しなくなった事業主、事業主の変更があった場合 は、当該事実のあった日から5日以内に所定の届出をしなければならない。

## 被保険者
被保険者には、適用事業所に使用される者である「被保険者」（以下、「一般の被保険者」と表記）、及び「日雇特例被保険者」、適用事業所に使用されなくなった後に任意で加入する「任意継続被保険者」及び「特例退職被保険者」との4種類がある（第3条1項、2項、4項）。被保険者資格の取得・喪失は、原則として保険者等の確認によってその効力を生じ、事業主が資格取得の届出を行う前に生じた事故であっても、さかのぼって資格取得の確認が行われれば、保険事故となる。

### 一般の被保険者
一般の被保険者は、以下のいずれかに該当するに至った日から、被保険者の資格を取得する（第35条）。事業主は、一般の被保険者資格を取得した者があるときは、5日以内に、保険者が全国健康保険協会の場合は日本年金機構に、健康保険組合の場合は当該健康保険組合に（以下、「機構又は組合に」と略す）被保険者資格取得届（当該被保険者が被扶養者を有する場合は被扶養者届も併せて）を提出しなければならない。平成29年1月より、健康保険組合に提出する資格取得届には被保険者の個人番号を、日本年金機構に提出する資格取得届については被保険者の基礎年金番号を記入しなければならない。
- 適用事業所に使用されるに至ったとき
  - 「使用されるに至ったとき」とは、事実上の使用関係の発生した日をいう（昭和3年7月3日保発480号）。資格取得届のもれがあった場合でもすべて事実の日にさかのぼって資格取得させるべきものである。また、臨時や試用期間などの理由で雇用者の出入りが頻繁で永続するか不明といった理由で資格取得を遅延させることは出来ない。
- 使用されている事業所が適用事業所になったとき
- 適用除外に該当しなくなったとき

同時に2以上の事業所に使用される被保険者（日雇特例被保険者を除く）は、2以上の事業所に使用されるに至った日から10日以内に、その被保険者が、その保険者（いずれも協会けんぽで業務が2以上の年金事務所に分掌されているときは、その年金事務所）を選択する。
事業所が適用事業所となった場合、労災保険や雇用保険とは異なり、法人から労働の対償として報酬を受け取っていれば、法人の代表者・役員も含むすべての被用者は原則として被保険者となる（昭和24年7月28日保発74号）。外国人であっても適法に就労していれば一般の被保険者となる。ただし個人事業主は「使用される者」とはみなされないので、被保険者とならない。また、被保険者・被扶養者が法人の役員（取締役、業務執行社員、執行役、ほか名称を問わずこれらに準ずる者と同等以上の支配力を有すると認められるものを含む）である場合に、その業務上の負傷については、使用者側の責めに帰すべきものであるため、労使折半の健康保険から保険給付を行うことは適当でなく、原則として保険給付の対象外とされる（第53条の2、平成25年8月14日事務連絡）。
被保険者が5人未満である小規模な適用事業所に所属する法人の代表者であって一般の労働者と著しく異ならないような労務に従事している者については業務上の事由による疾病等であっても健康保険による保険給付の対象とする（第53条の2、規則第52条の2）。従来、当面の暫定措置とされていて（平成15年7月1日保発0701002号）、さらに傷病手当金は当措置の対象外とされてきたが、平成25年の改正により第53条の2が追加され前述の通知が廃止されたことで、傷病手当金も含めて措置が恒久化された。
休職者については、休職期間中に給与の支給がなされているか、一時的に給与の支払いが停止されているにすぎない場合は、被保険者資格を存続させる。しかし休職中に給与が全く支給されず、実質的に使用関係が消滅している場合は、被保険者資格を喪失させる（昭和6年2月4日保発59号）。雇用契約は存続しても、事実上の使用関係がないものについては、被保険者資格を喪失させる（昭和25年4月14日保発20号）。
被保険者が解雇された場合においてその解雇の効力を争う場合、解雇行為が明らかに労働法規や労働協約に違反している場合を除き、事業主から資格喪失届の提出があったときは、たとえ当該事件が係争中であったとしても一応資格を喪失したものとして受理する扱いになっている（昭和25年10月9日保発68号）。
労働組合専従者については、従前の事業主との関係では被保険者資格を喪失するが、労働組合に使用される者として一般の被保険者となる（昭和24年7月7日職発921号）。なお、共済組合の組合員については、一般の被保険者であっても原則として健康保険法による保険給付は行わず、保険料も徴収しない。
同一の事業所において雇用契約上いったん退職した者が1日の空白もなく引き続き再雇用された場合には、事実上の使用関係は継続しているので、被保険者資格も継続する。有期の雇用契約又は任用が1日ないし数日の間を空けて再度行われる場合においても、雇用契約又は任用の終了時にあらかじめ、事業主と被保険者との間で次の雇用契約又は任用の予定が明らかであるような事実が認められるなど、事実上の使用関係が中断することなく存続していると、就労の実態に照らして判断される場合には、被保険者資格を喪失させることなく取り扱う必要がある（就労の実態に照らして個別具体的に判断する。平成26年1月17日保保発0117第2号）。ただし、60歳以上の者の再雇用については、使用関係をいったん中断したものとみなして取扱っても差し支えない（平成25年5月31日保発0531第1号）。そうすることで、再雇用に伴う給与の低下に即応して在職老齢年金の支給停止額を減額改定できる（特別支給の老齢厚生年金の受給額を多くできる）ため等である。

#### 短時間労働者
| 雇用形態                           | 万人  |
| ---------------------------------- | ----- |
| 役員                               | 335   |
| 期間の定めのない労働契約           | 3,728 |
| 1年以上の有期契約                  | 451   |
| 1か月～1年未満の有期契約（臨時雇） | 763   |
| 1か月未満の有期契約（日雇い）      | 15    |
| 期間がわからない                   | 239   |

短時間労働者（パートタイム労働法第2条でいう「短時間労働者」）として使用される者の加入については、常用的雇用関係が認められるかにより判断される。具体的な取扱い基準については、就業規則や雇用契約書に基づき、次のいずれにも該当する場合、一般の被保険者となる。なお平成28年9月までは、これらの要件に加えて「就労形態や職務内容等を総合的に勘案して」 被保険者資格の取得の可否を判断していたが、平成28年10月以降は単に所定労働時間数・所定労働日数のみで判断する。
- 1週間の所定労働時間が、同一の事業所で働いている通常の労働者の所定労働時間の4分の3以上であること。
  - 平成28年9月までは、「1日又は1週の所定労働時間」としていたが、平成28年10月以降は「1週の所定労働時間」のみで判断する。
- 1か月の所定労働日数が、同一の事業所で働いている通常の労働者の所定労働日数の4分の3以上であること。

「4分の3」要件を満たさない場合であっても、以下の要件をすべて満たす短時間労働者は、平成28年10月以降、一般の被保険者とする。
- 特定適用事業所に勤めていること
  - 平成29年4月以降は、特定適用事業所以外の適用事業所の事業主は、当該事業所にその事業所の労働者の過半数を組織する労働組合がある場合はその労働組合、無い場合は過半数労働者を代表する者の同意を得て、当該事業所に勤める4分の3要件を満たさない短時間労働者を一般の被保険者とする旨の申出をすることができる。またこの申し出をした事業主（事業所が特定適用事業所に該当する場合を除く）は、当該事業所にその事業所の労働者の4分の3以上を組織する労働組合がある場合はその労働組合、無い場合は4分の3以上の労働者を代表する者の同意を得て、当該事業所に勤める4分の3要件を満たさない短時間労働者を一般の被保険者としない旨の申出をすることができる。
- 週の所定労働時間が20時間以上あること
  - 週の所定労働時間が短期的かつ周期的に変動し一定ではない場合等は、当該周期における1週間の所定労働時間を平均し、週の所定労働時間を算出する。所定労働時間が1か月単位で定められている場合、1か月の所定労働時間を12分の52で除して算出する。所定労働時間が1年単位で定められている場合、1年の所定労働時間を52で除して算出する。
- 雇用期間が1年以上見込まれること
- 賃金の月額が88,000円以上あること
  - 年収に換算すると106万円となるが（いわゆる「106万円の壁」）、被保険者資格の取得の可否においては年収では判断せず、月額のみで判断する。
- 学生（全日制課程）ではないこと

所定労働時間・所定労働日数が4分の3に満たない場合でも、業務の都合等により恒常的に4分の3基準を満たすこととなる場合、実際の労働時間・労働日数が連続する2月に4分の3基準を満たし、引き続き同様の状態が続くと見込まれるときは、4分の3基準を満たした3月目の初日に被保険者資格を取得する。ただし前記の5要件をすべて満たす場合は、そのときから被保険者資格を取得する。また平成28年9月以前に被保険者資格を取得していた者が平成28年10月以降に4分の3要件に該当しなくなる場合でも、引き続き被保険者資格を有する。
短時間正社員（フルタイムの正社員と比してその所定労働時間が短い正規型の労働者であって、期間の定めのない労働契約を締結しているもの）については、次のいずれにも該当する場合、一般の被保険者となる。
- 労働協約、就業規則及び給与規定等に、当該短時間正社員に係る規定があること。
- 期間の定めのない労働契約が締結されていること。
- 給与規定等における、時間当たりの基本給及び賞与・退職金等の算定方法等が同一事業所に雇用される同種フルタイムの正規型の労働者と同等であって、かつ就業実態も当該諸規定に即したものになっていること。

#### 派遣労働者
派遣労働者は、派遣元の事業所における被保険者となる。
登録型派遣労働者の就業と就業の間の待機期間が、1月を超えないと確実に見込まれる場合は、待機期間中も引き続き被保険者資格を存続させて差し支えない。1月以内に次回の雇用契約（1月以上のものに限る）が締結されなかった場合には、その雇用契約が締結されないことが確実になった日又は当該1月が経過した日のいずれか早い日をもって使用関係が終了したものとして資格喪失する。

#### 適用除外
以下のいずれかに該当する者は、日雇特例被保険者となる場合（原則として1〜4。詳細は、日雇健康保険を参照）を除いて、被保険者となることができない（適用除外、第3条1項但書）。1~6は厚生年金と共通である。
1. 臨時に使用される者で、日々雇い入れられる者
  - ただし、その者が1月を超えて引き続き使用されるに至ったときは、その超えた日から一般の被保険者となる。
2. 臨時に使用される者で、2月以内の期間を定めて使用される者
  - ただし、その者が所定の期間を超えて引き続き使用されるに至ったときは、その超えた日から一般の被保険者となる。
3. 季節的業務に使用される者
  - ただし、その者が当初から継続して4月を超えて使用される予定である場合は、その当初から（使用されるに至った日から）一般の被保険者となる。業務の都合等によりたまたま継続して4月を超えて使用されるに至ったとしても一般の被保険者とはならない。
  - 需要の関係で季節により繁閑の差がある事業は、「季節的事業」とはならないので、当該事業に使用される者は一般の被保険者となる。
4. 臨時的事業の事業所に使用される者
  - ただし、その者が当初から継続して6月を超えて使用される予定である場合は、その当初から（使用されるに至った日から）一般の被保険者となる。業務の都合等によりたまたま継続して6月を超えて使用されるに至ったとしても一般の被保険者とはならない。
5. 事務所で所在地が一定しないものに使用される者
  - この場合、その者はたとえその事業所に長期にわたって使用されたとしても被保険者とはならない。
6. 特定適用事業所以外の適用事業所に使用される、4分の3要件を満たさない短時間労働者
  - 「当分の間」の措置とされる（附則第46条）
7. 船員保険の強制被保険者
  - この者は船員保険から給付を受けることができるため、健康保険の適用は除外される。船員保険の疾病任意継続被保険者（健康保険における任意継続被保険者に相当）については、健康保険の適用を除外されない（健康保険の適用事業所に使用されれば、健康保険の被保険者となり、疾病任意継続被保険者の資格を喪失する）。
8. 国民健康保険組合の事業所に使用される者
  - この者は国民健康保険から給付を受けることができるため、健康保険の適用は除外される。
9. 後期高齢者医療の被保険者
  - この者は後期高齢者医療から給付を受けることができるため、健康保険の適用は除外される。
10. 厚生労働大臣、健康保険組合又は共済組合の承認を受けた者
  - 国民健康保険の事業運営上必要な人物については、当該承認により、国民健康保険の被保険者に移行することができる（国民健康保険の被保険者であるべき期間に限られる）。

### 被扶養者
被保険者によって生計を維持されている者で所定の要件を満たす者は、保険者の認定を受けることにより被扶養者としてその保険の適用を受けることができる。保険料免除の一類型（特約）であり、被扶養者に保険料の負担はなく、被扶養者の有無、増減で被保険者の保険料に変動はない。元来は収入を得られない子供や障害者、長期入院者、専業主婦、年老いた親などが想定されていたが、家族や社会環境の変化などにより、その態様は変化している（専業主夫、リストラされた夫、資格試験受験生、いわゆるフリーターなど）。20歳以上60歳未満の配偶者は、被扶養者認定があったときは国民年金第3号被保険者として取り扱うこととされる（昭和61年4月1日庁保険発18号）。事業主は、その使用する一般の被保険者が被扶養者を有するに至ったときは、5日以内に被扶養者異動届を機構又は組合に提出しなければならない。なお任意被保険者が被扶養者を有するに至った場合は、被保険者自らが提出する。
被扶養者として認定される要件としては、以下のように定められている（第3条7項）。ただし、日本国内に居住すること及び後期高齢者医療の被保険者等でないことが必要である。
1. 被保険者（日雇特例被保険者であった者を含む。以下同じ）の直系尊属、配偶者、子、孫及び兄弟姉妹であって、主としてその被保険者により生計を維持するもの （いわゆる130万円の壁）
  - 「生計維持」が認定されるためには、認定対象者が被保険者と同一世帯の場合は、認定対象者の年収が130万円未満（認定対象者が60歳以上の者や障害者（障害厚生年金の受給要件に該当する程度の障害であること）である場合については年収180万円未満）で、かつ被保険者の年収の1/2未満であること（平成5年3月5日保発15号）。なお、この要件に該当しない場合であっても、認定対象者の年収が130万円未満であって、かつ被保険者の年収を上回らない場合においては、被保険者がその世帯の生計維持の中心的役割を果たしていると認められれば、被扶養者として認定される。
  - 「兄弟姉妹」について、平成28年9月までは「弟妹」のみであったが、平成28年10月以降は「兄姉」も加えられた。
  - 認定対象者が被保険者と同一世帯に属していない場合は、年収130万円未満、かつ年収が被保険者からの援助による収入額より少ないこと。
    - 「年収」とは、給与、年金、失業等給付、恩給、不動産収入等、定期的な収入である。給与の場合は、勤労の対価として支払われているものすべてが対象であり、諸手当・交通費込み、税引前の額である（被保険者の保険料算定における報酬と同様）。預貯金、相続による一時的な収入、負債などは収入条件の判定から除外される。
    - 「同一世帯」に属する者とは、被保険者と住居及び家計を共同にする者をいう（昭和27年6月23日保文発3533号）。戸籍が同一であるか、また被保険者が世帯主であるかは問われない。また病気や就学等で一時的に別居している場合でも同一世帯と認められる。法所定の老人・障害者等の指定施設に入所している場合も「一時的別居」と考え、住居を共にしていることとして扱う（平成11年3月19日保険発24号）。

  - 夫婦共同扶養の場合における被扶養者の認定については、夫婦とも被用者保険の被保険者の場合には、令和3年8月1日以降は以下の取扱いとする（令和3年4月30日保保発0430第2号／保国発0430第1号）。
    - 被扶養者とすべき者の員数にかかわらず、被保険者の年間収入が多い方の被扶養者とする。
    - 夫婦双方の年間収入の差額が年間収入の多い方の1割以内である場合は、被扶養者の地位の安定を図るため、届出により、主として生計を維持する者の被扶養者とする。
    - 夫婦の双方又はいずれか一方が共済組合の組合員であって、その者に被扶養者とすべき者に係る扶養手当又はこれに相当する手当の支給が認定されている場合には、その認定を受けている者の被扶養者として差し支えない。なお、扶養手当等の支給が認定されていないことのみを理由に被扶養者として認定しないことはできない。
    - 標準報酬月額が同額の場合は、被保険者の届出により、主として生計を維持する者の被扶養者とする。なお、標準報酬月額に遡及訂正があった結果、上記決定が覆る場合は、遡及が判明した時点から将来に向かって決定を改める。
    - 夫婦の年間収入比較に係る添付書類は、保険者判断として差し支えない。
2. 被保険者の3親等内の親族で前号に掲げる者以外のものであって、その被保険者と同一の世帯に属し、主としてその被保険者により生計を維持するもの
  - 「被保険者の父母」であれば同一世帯要件は不要であるが、「被保険者の配偶者の父母」であれば同一世帯要件が必要となる。
3. 被保険者の配偶者で届出をしていないが事実上婚姻関係と同様の事情にあるものの父母及び子であって、その被保険者と同一の世帯に属し、主としてその被保険者により生計を維持するもの
  - 届出上の配偶者の父母・子であれば「同一世帯」要件は不要であるが、届出ない配偶者の父母・子の場合は「同一世帯」要件が必要となるのである。
  - 届出上の配偶者とは異なり、届出ない配偶者の祖父母、孫、兄弟姉妹は、「同一世帯・生計維持」であっても被扶養者とは認定されない。
4. 前号の配偶者の死亡後におけるその父母及び子であって、引き続きその被保険者と同一の世帯に属し、主としてその被保険者により生計を維持するもの

「日本国内に居住」については、令和2年4月の改正法施行により新たに要件に加えられ、その確認は原則として住民基本台帳の記載に基づいて行う。例外的に、「日本国内に住所を有しないが渡航目的その他の事情を考慮して日本国内に生活の基礎があると認められるものとして厚生労働省令で定めるもの」については被扶養認定することとし、以下の者はそれぞれに掲げる添付書類によって「厚生労働省令で定めるもの」として認定される（規則第37条の2、令和元年11月13日保保発1113第1号）。
- 外国において留学をする学生 - 査証、学生証、在学証明書、入学証明書等の写し
- 日本からの海外赴任に同行する家族 - 査証、海外赴任辞令、海外の公的機関が発行する居住証明書等の写し
- 海外赴任中の身分関係の変更により新たな同行家族とみなすことができる者（海外赴任中に生まれた被保険者の子ども、海外赴任中に結婚した被保険者の配偶者[* 14]、特別養子など） - 出生や婚姻等を証明する書類等の写し
- 観光・保養やボランティアなど就労以外の目的で一時的[* 15]に日本から海外に渡航している者 （ワーキングホリデー、青年海外協力隊など[* 16]） - 査証、ボランティア派遣機関の証明、ボランティアの参加同意書等の写し
- その他日本に生活の基礎があると認められる特別な事情があるとして保険者が判断する者[* 17] - 保険者が個別に判断する

なお、以下の者は日本国内に住所を有しても被扶養認定しない。ただし、国内居住要件の導入により被扶養者でなくなる者であって、令和2年4月1日時点で保険医療機関に入院している者の被扶養者の資格について、入院期間中は継続させる経過措置が設けられている。
- 「医療滞在ビザ」で来日した者
- 「観光・保養を目的とするロングステイビザ」で来日した者（富裕層を対象とした最長1年のビザ）

扶養状況を確認するために、保険者は被扶養者に係る確認（扶養現況調査）を行うことができるとされる（規則第50条）。調査票に回答と収入や居住状態の立証書類を添付して保険者に提出する。収入が多いなど上記法定の認定条件を満たさない場合、調査票の提出がない場合、勤務先の社会保険に加入していた場合は被扶養者資格がなくなる（国民健康保険などに加入する）。扶養現況調査は健康保険の適正な適用に関し重要な役割を果たしている（不当な社会保険料免除を防ぐ）が、膨大な数の被扶養者について確認を行うため、対応に苦慮している保険者も多い。厚生労働省は1年に1回以上（毎年一定の期日を定めて）実施するように保険者に指導している。
従来、被扶養者の認定、年収や同一世帯か否かの判定は、被保険者から要件に合致している旨の申し出があれば特に厳格な審査をすることなく認定していたが、平成30年10月より取り扱いが変更となり、新たな申請には公的な証明書（課税証明書、戸籍謄本等）の添付が義務づけられるようになった（既に身分関係を認定するための情報を保険者又は事業主が取得している場合（個人番号を用いて確認する場合等）を除く。平成30年8月29日保保発0829第1号）。

### 任意継続被保険者
以下のすべての要件を満たす者は、保険者に申し出ることによって、被保険者資格喪失後も継続して当該保険者の被保険者となる（第37条。「任意継続被保険者」、「任意継続加入員」、「任意継続組合員」などと呼ばれるが、以下、本項では「任意継続被保険者」で統一する）。任意継続被保険者は一般の被保険者資格を喪失した日に、その資格を取得する。家族等も被扶養者として加入する事ができ、要件は基本的に在職中の被扶養者認定の場合と同様である。
- 適用事業所に使用されなくなったため、又は適用除外の規定に該当するに至ったため一般の被保険者資格を喪失した者であること。
  - 任意適用事業所の取消によって資格を喪失した場合は任意継続被保険者となることはできない（昭和3年8月17日保理第2059号）。
- 資格喪失の日の前日まで継続して2月以上一般の被保険者（共済組合の組合員である被保険者を除く）であったこと
  - 共済組合の組合員は、共済組合の任意継続組合員制度の適用を受けるため、任意継続被保険者となることはできない。なお、共済組合等は「2月以上」が「1年と1日以上」となる場合が多い。
  - 「2月以上」は、継続して2月以上であって、通算して2月以上でよいわけではない。原則として同一保険者であるが、加入していた健康保険組合が解散した場合には、保険者が自動的に全国健康保険協会に引き継がれるので「解散前後合わせて継続して2か月以上」ということになる。
- 船員保険の被保険者又は後期高齢者医療の被保険者等でないこと
  - それぞれ当該制度がら給付を受けることができる者については、任意継続被保険者となることはできない。
- 資格喪失日（退職日の翌日）より20日以内に申し出ること
- 初めて納付すべき保険料をその納付期日までに納付したこと
  - 初めて納付すべき保険料をその納付期日までに納付しなければ、その者は任意継続被保険者とならなかったものとみなされる。
  - 保険者は、正当な理由があると認めるときは、期間経過後の申出・納付の遅延であっても受理することができる。
  - しかし、原則地震等により金融機関の機能が麻痺した場合など、天災地変等を理由[* 19] とした未納以外は許容されないので、法律の不知[6]、単純な払い忘れ、勘違い、口座振替の場合の残高不足、最寄の金融機関のATMが故障した、などの理由では被保険者資格の復活は認められない。これは、任意継続制度があくまでも任意による継続であるため、保険料納付の他各種届出等の事務を自ら行い、その結果（保険料の納付忘れ等の結果）はすべて自己に帰属するという一種の自己責任の法律論による。自己の責任または意思において資格が喪失したので、審査請求等法的な不服申し立ては正義に反し認められない。なお、総務省に対しあっせんの申し立てがあったため、1回目についてに資格の復活を認めやすくしている保険者もあるが、だからといって必ず認められるものではないことに留意すべきである。

任意継続被保険者は、以下のいずれかに該当するに至った場合、その資格を喪失する（第38条、カッコ内は資格喪失日）。
- 任意継続被保険者となった日から起算して2年を経過したとき（被保険者証に表示されている予定年月日）
  - つまり、退職後も引き続き健康保険に加入することができるのは、最長2年間ということになる。
- 死亡したとき（死亡した日の翌日）
- 保険料（初めて納付ずべき保険料を除く）を納付期日までに納付しなかったとき（納付期日の翌日）
  - 保険料滞納喪失後の保険料納付はできず（督促状が送られることもない）、一度資格を喪失すると再度任意継続被保険者となることはできないが、保険者が未納について相当な理由があると認めた場合にはこの限りでない。
- 任意継続被保険者でなくなることを希望する旨を申し出たとき。（申出が受理された日の属する月の翌月1日）
  - 従来、一度任意継続被保険者となると、被保険者が任意に脱退することはできなかったが、2022年1月の改正法施行により、任意脱退が可能となった。任意継続から国民健康保険に切り替える場合や、被扶養者となる場合でも任意脱退を利用できる。従来の制度では、任意継続被保険者となって1年目は任意継続のほうが保険料が安かったのに2年目は国民健康保険のほうが保険料が安くなるケースがあったにもかかわらず被保険者が任意に切り替えることができなかった（国民健康保険は前年度の収入等により保険料を算定するため、退職直後は保険料が高くなり、収入がなければ次年度以降は安くなる場合がある。もっとも国民健康保険は市区町村ごとに保険料の計算方法が異なるため、任意継続といずれが有利であるかは旧制度であっても一概には言えなかった）。
- 就職して、一般の被保険者、船員保険の被保険者、共済組合の組合員となったとき（被保険者資格を取得した日）
- 後期高齢者医療の被保険者資格を取得したとき （被保険者資格を取得した日）

任意継続の保険料については、事業主負担がなくなるため、被保険者の全額負担となり、自己の負担する保険料を納付する義務を負う。基本的に天引きの金額の約2倍から2.5倍になる（徴収する保険料の上限を設定している保険者もある）。各種の届出も事業主経由ではなく自ら行わなければならない。
納付後、同月内に健康保険（協会けんぽ、共済組合、健康保険組合、国民健康保険組合（厚生年金適用事業所に限る））の被保険者となった場合には後日還付される（ただし資格取得月を除く）。
任意継続被保険者の制度は大正15年の健康保険法制定時より存在する仕組みであり、国民皆保険が未達成であった当時は退職による無保険の回避が主な狙いであった。当初の任意継続要件は「資格喪失の前1年内に180日以上、又は資格喪失の際に引き続き60日以上被保険者であった者」とされ、加入期間は最大6か月とされた。その後の法改正で要件の緩和や加入期間の延長がなされ、現行の規定に至る。

### 特例退職被保険者
厚生労働大臣の認可を受けて、「特例退職被保険者」制度を設けている健康保険組合（特定健康保険組合）がある（附則第3条）。1984年（昭和59年）度に退職者医療制度が創設されたことに併せて創設された。 健保組合にとっては、現役時代に組合の財政運営に寄与した者に対し、退職後、保険給付の必要性が増える時期に還元することができる。企業にとっても、永年企業に貢献したOBに対し、報いることができる。
被保険者としての加入要件は以下のすべてに当てはまる者である。
- 当該健保組合における被保険者期間が退職日まで20年以上、または40歳以降10年以上ある者
- 老齢厚生年金の受給資格がある者

特例退職被保険者になろうとする者は、年金証書等が到達した日の翌日から起算して3月以内に申し出なければならない（健保組合が新たに特定健保組合の認可を受けた場合はこの限りではない。規則第168条4項）。申出が受理された日に特例退職被保険者の資格を取得する。任意継続被保険者である者は特例退職被保険者となることはできない。任意性の保険であるため、保険料納付や資格喪失等に関しては任意継続被保険者と共通している。任意継続被保険者との最大の相違点は「2年間」といった期間制限がないことであり、後期高齢者医療制度の被保険者となるまで加入できる。
特定健康保険組合の数は1997年（平成9年）の71組合がピークで、以後減少傾向にあり、2014年（平成26年）の時点では61組合である。国民健康保険の退職者医療制度は、平成27年度以降新たな被保険者等が加入せず、制度が廃止されることとなったが、特例退職被保険者制度は引き続き存続し、平成27年度以降新たに加入する特例退職被保険者は退職者給付拠出金の算定対象とならない。いっぽう、特例退職被保険者の新規加入を制限する制度はないため、今後特定健康保険組合の医療費負担が重くなることが考えられる。

## 保険料
一般の被保険者に係る保険料は、厚生年金保険料と同様、事業主と被保険者とで保険料を折半して負担する（第161条1項）。事業主は、その使用する被保険者及び自己の負担する保険料を納付する義務を負い（第161条2項）、被保険者に支払うべき報酬がなくても、事業主は被保険者分も含めた全額の支払い義務を負う（昭和2年2月18日保理578号）。事業主は原則として被保険者の負担すべき前月分（月の末日に退職し、報酬もその月に支払われる場合については前月分及び当月分）の標準報酬月額に係る保険料を報酬から控除することができる（第167条）。支払期日は翌月末日（前納不可）である。
任意継続被保険者に係る保険料は、本人が全額負担しなければならず、支払期日はその月の10日（初めて納付すべき保険料については、保険者が指定する日）である（第164条）。なお、任意継続被保険者は将来の一定期間（1年又は6か月）の保険料を前納することができる（第165条）。
健康保険組合は、規約で定めるところにより、一般保険料、介護保険料とも事業主の負担割合を増加させることができ（第162条）、協会けんぽに比べ保険料率が低い組合が多いが、中には協会けんぽの保険料率を超える財政基盤の脆弱な組合が存在する。なお事業主が負担割合を増加させた場合、その増加割合相当額は「報酬」には含まれない。
保険料は被保険者の標準報酬月額及び標準賞与額に保険料率を乗ずることにより計算される（第156条）。

一般保険料額 = 標準報酬月額 × 一般保険料率

（介護保険第2号被保険者については、これに介護保険料額（標準報酬月額 × 介護保険料率）が加算され、あわせて徴収される）

### 保険料率
- 一般保険料率:特定保険料率と基本保険料率との合算。
- 特定保険料率:高齢者医療を支えるために使われる費用に充てる保険料（協会けんぽでは2019年度は全国一律3.51%）。
- 基本保険料率:高齢者医療以外の健康保険事業に要する費用に充てる保険料（協会けんぽでは都道府県ごとに設定）。
- 介護保険料率:保険者が納付すべき介護納付金に基づいて設定する（協会けんぽでは2019年度は全国一律1.73%）。
- 調整保険料率:組合健保の財源の不均衡を調整するため、組合が連合会に拠出する費用に充てる保険料。

政管健保が2008年（平成20年）10月より全国健康保険協会に移管され、それに伴い全国一律だった一般保険料率も医療費に応じて各都道府県を単位に3.0%～13.0%（当初は3.0%～10.0%、平成28年3月までは3.0%～12.0%）の範囲内で協会が決定することとなった。ただ、地域の医療格差のみが反映されるようになっていて、年齢構成や所得水準の違いに起因する都道府県ごとの財政力の差については都道府県間で調整されるので保険料率には反映されない。協会が保険料率を変更するには厚生労働大臣の認可が必要で、大臣は保険料率が不適当であり事業の健全な運営に支障があると認めるときは協会に変更の認可を申請するよう命ずることができる（第160条）。
実際には2009年9月より各都道府県別の保険料率となり、8.26%（北海道）〜8.15%（長野県）と定められた。更にその半年後の2010年3月には全国平均で1.14%の大幅な保険料率引き上げが行われ、9.42%（北海道）〜9.26%（長野県）となり、その後も保険料率の引き上げが続いている。2018年4月以降については、10.75%（佐賀県）〜9.63%（新潟県）となっている。
健康保険組合においても、一般保険料率は3.0〜13.0%の範囲内で組合ごとに決定し、変更に際しては原則として厚生労働大臣の認可を受けなければならない。合併によって設立された健康保険組合においては、合併の翌5年度に限り、厚生労働大臣の認可を受けて不均一の一般保険料率を設定することができる。

### 保険料の徴収
保険料は原則として被保険者資格取得月から資格喪失月の前月まで徴収されるが、資格取得月にその資格を喪失した場合は、その月の保険料は徴収される。同一月に2回以上の資格の得喪があった場合は、1月につき2月分以上の保険料の徴収がありうる。
保険料は、以下の場合は納期前であってもすべて徴収することができる（繰上徴収、第172条）。
- 納付義務者が以下のいずれかに該当する場合
  - 国税、地方税その他の公課の滞納によって、滞納処分を受けるとき
  - 強制執行を受けるとき
  - 破産手続き開始の決定を受けたとき
  - 企業担保権の実行手続の開始があったとき
  - 競売の開始があったとき
- 法人である納付義務者が、解散をした場合
- 被保険者（日雇特例被保険者を含む）の使用される事業所が廃止された場合（事業主の変更があった場合を含む）

### 保険料の免除
前月から引き続き一般の被保険者である者が少年院、刑事施設、労役場その他これらに準ずる施設に収容・拘禁された場合、その月以降該当しなくなる月の前月までの保険料は徴収されない（第158条）。ただし同月中に収容等されなくなった場合は保険料は徴収される。事業主は、被保険者がこれらに該当する（しなくなった）場合は、「第118条1項該当届（非該当届）」 を5日以内に機構又は組合に提出しなければならない。
育児休業等（育児介護休業法による育児休業もしくは同法による育児を理由とする所定労働時間の短縮等の措置等をいう。以下同じ）をしている一般の被保険者が使用される事業所の事業主が保険者等に申し出たときは、育児休業等開始日の属する月から、終了日の翌日が属する月の前月までの期間、当該被保険者に関する保険料は徴収されない（第159条）。被保険者が育児休業等期間を変更したとき、または育児休業等終了予定日の前日までに育児休業等を終了したときは、速やかに機構又は組合に届出なければならない。法人の代表取締役・専任役員たる被保険者は育児休業等による保険料免除は認められない（育児介護休業法は対象を「労働者」に限っているため。平成21年12月28日雇児発1228第2号）。なお労使協定により子が3歳に達する日以降の育児休業等を定めている場合であっても、免除は3歳未満の子を養育するための育児休業等に限られる。
平成26年4月30日以降に産前産後休業が終了となる一般の被保険者が使用される事業所の事業主が保険者等に申し出たときは、産前産後休業開始日の属する月から、終了日の翌日が属する月の前月までの期間、当該被保険者に関する保険料は徴収されない（第159条の3）。被保険者が産前産後休業期間を変更したとき、または産前産後休業終了予定日の前日までに産前産後休業を終了したときは、速やかに「産前産後休業取得者変更（終了）届」を機構又は組合へ提出する。育児休業等とは異なり、法人の代表取締役・専任役員たる被保険者も産前産後休業による保険料免除が認められる。
免除は事業主負担分、被保険者負担分双方について行われる。なお、任意継続被保険者、特例退職被保険者については免除は行われない（これらに該当しても保険料は徴収される）。

### 滞納に対する措置
保険料その他健康保険法の規定による徴収金を滞納する者があるときは、保険者等は期限を指定して督促しなければならない。督促状により指定する期限は、督促状を発する日から起算して10日以上経過した日でなければならない（第180条1項~3項）。なお督促は規則に定められた様式の督促状（様式第20号）で行われ、口頭、電話または普通の書面で行われることはない（規則第153条）。繰上徴収に該当する場合であっても、既に納期の過ぎた分の保険料については督促しなければならない（この場合延滞金は徴収されない）。
保険者等は督促を受けた者がその指定の期限までに保険料その他この法律の規定による徴収金を納付しないときは、国税滞納処分の例によってこれを処分し、又は滞納者の居住地若しくはその者の財産所在地の市町村に対して、その処分を請求することができる（第180条5項）。市町村は市町村税の例によりこれを処分したときは徴収金の4%相当額が厚生労働大臣から当該市町村に交付される（第180条6項）。機構・協会・組合が滞納処分を行う場合は、あらかじめ厚生労働大臣の認可を受けなければならない。また滞納者が悪質な場合には当該権限を財務大臣を通して国税庁長官に委任することができる。「悪質な場合」とは、以下のいずれの要件も満たす場合とされる。
- 納付義務者が24月以上保険料を滞納している。
- 納付義務者が執行を免れる目的でその財産を隠蔽しているおそれがある。
- 納付義務者が滞納している保険料その他の徴収金の額が5,000万円以上。
- 納付義務者が納付について誠実な意思を有すると認められない。

督促したときは、やむを得ない事情がある場合、公示送達による督促の場合等を除き、保険者等は、徴収金額（1,000円未満の端数は切り捨て）に、納期限の翌日から徴収金完納または財産差し押さえの日の前日までの期間の日数に応じて、年14.6%（督促が保険料に係るものである場合は、納期限の翌日から3月を経過する日までの期間については年7.3%）の割合を乗じて計算した額の延滞金（100円未満の端数は切り捨て）を徴収する（第181条）。なお現在の低金利の状況では年14.6%の延滞金は高すぎるとの問題意識から、事業主の負担軽減等を図るべく、当分の間特例が設けられ、各年の特例基準割合が年7.3%に満たない場合は、
- 「年7.3%の割合」とされる期間については、特例基準割合に年1%を加算した割合（加算した割合が年7.3%を超える場合は、年7.3%）
- 「年14.6%の割合」とされる期間については、特例基準割合に年7.3%を加算した割合

とされる。実際に適用された割合については特例基準割合#平成26年1月1日以降を参照。
保険料等の先取特権の順位は、国税及び地方税に次ぐものとする（第182条）。

### 国庫の負担・補助
国庫は、毎年度、予算の範囲内において、健康保険事業の事務の執行に要する費用を負担する（第151条）。したがって事務費は全額国庫負担である。また、健康保険組合に対して交付する国庫負担金は、各健康保険組合における被保険者数を基準として、厚生労働大臣が算定することとされ、この国庫負担金については、概算払をすることができる（第152条）。
協会けんぽに対しては、主な保険給付の支給に要する額に給付費割合を乗じて得た額の合算額の13～20％を国庫が補助することとされ（第153条1項）、当面の間国庫補助率は16.4％とされる（附則第5条）。
これらのほか、国庫は、予算の範囲内において、健康保険事業の執行に要する費用のうち、特定健康診査及び特定保健指導の実施に要する費用の一部を補助することができる（第154条の2）。

## 保険給付
下記に掲げるもののほか、健康保険組合の場合は規約に定めることで付加給付を行うことができる（第53条）。被保険者の資格取得が適正である限り、その資格取得前の疾病、負傷等に対しても、保険給付は行われる（昭和26年10月16日保文発4111号）。事業主が資格取得の届を行う前に生じた事故であっても、さかのぼって資格取得の確認が行われれば、保険事故となり給付の対象になる（昭和31年11月29日保文10148号）。

### 被保険者本人
詳細は各記事を参照のこと。
- 療養の給付（第63条）
- 入院時食事療養費（第85条）
- 入院時生活療養費（第85条の2）
- 保険外併用療養費（第86条）
- 療養費（第87条）
- 訪問看護療養費（第88条）
- 移送費（第97条）
- 傷病手当金（第99条）
- 埋葬料・埋葬費[* 25]（第100条）
- 出産育児一時金（第101条）
- 出産手当金（第102条）

### 被扶養者
被扶養者に関する保険給付（家族給付）は、あくまで保険料を負担している被保険者に対してなされるものである。したがって、被保険者が死亡した場合、その翌日から家族給付は打ち切られる。また、被保険者の資格喪失後の継続給付は、被扶養者に対しては行われない（昭和31年12月24日保文発11285号）。
家族療養費
療養の給付、入院時食事療養費、入院時生活療養費、保険外併用療養費及び療養費に相当する給付は、被扶養者についてはすべて家族療養費として支給される（第110条）。
家族訪問看護療養費
家族移送費
家族埋葬料
家族出産育児一時金
被保険者と同様の給付がなされる（第111〜114条）。ただし、家族埋葬料は、死産児に対しては支給されない（昭和23年12月2日保文発898号）。

### 自己負担金軽減のための支給
詳細は各記事を参照のこと。
- 高額療養費（第115条）
- 高額介護合算療養費（第115条の2）

### 受給権の保護
保険給付を受ける権利は、譲り渡し、担保に供し、又は差し押さえることができない（第61条）。租税その他の公課は、保険給付として支給を受けた金品を標準として課することができない（第62条）。健康保険に関する書類には、印紙税を課さない（第195条）。
- 保険医等が療養の給付をなした場合において、保険者からその診療報酬の支払を受けることは、保険給付として受けるものと直ちに解釈されないところであるが、その趣旨とするところは、被保険者に対し、保険給付を確保することにあることは、明白である。従って、基金を通してなす診療報酬の支払は、その他の保険給付と同様に、条理上差押又は譲渡の対象とならない（昭和25年6月13日保文発1331号）。

なお、健康保険法には未支給の給付についての規定がないので、被保険者が未支給給付を残して死亡した場合は、民法の原則に従い、受給権者の相続人が未支給給付の請求権者となる（昭和2年2月18日保理719号）。

### 給付制限・不正利得の徴収
被保険者又は被保険者であった者が、自己の故意の犯罪行為により、又は故意に給付事由を生じさせたときは、当該給付事由に係る保険給付は行われない（絶対的給付制限、第116条）。被扶養者についても同様である（第112条）。ただしこれらの場合であっても、埋葬料（埋葬費）については支給する扱いとなっている。
- 絶対的給付制限を行うには、行為の遂行中に事故が発生したという関係のみでは不十分で、その行為が事故発生の主たる原因であると考える相当因果関係が両者の間にあることが必要である（昭和35年4月27日保分発3030号）。
- 自殺未遂の場合は、保険給付は行わないが、精神疾患等に起因する自殺未遂については、「故意」にあたらないとして保険給付は行われる。
- 被保険者が被扶養者を「自己の故意の犯罪行為」によって負傷させた場合、原則として被扶養者は保険給付の対象とならない。ただし配偶者たる被保険者の暴力により負傷した被扶養者が申し出たときは、被扶養者から外れるまでの間に緊急的に受診した場合は保険給付の対象となる。

被保険者が闘争、泥酔又は著しい不行跡によって給付事由を生じさせたときは、当該給付事由に係る保険給付はその全部又は一部を行わないことができる（相対的給付制限、第117条）。保険給付を受ける者が正当な理由なく文書その他の物件の提出若しくは提出命令に従わず、又は職員の質問若しくは診断に対し答弁もしくは受診を拒んだときも同様である。
- ここでいう「給付事由」とは、「闘争、泥酔又は著しい不行跡」によってその際に生じさせた給付事由をいう。したがって、被保険者であり数日前闘争したことがあるも幸いにしてその当時においては何等の給付事由を生じなかった後に一方がこの怒りを晴らそうとして数日後に不意に危害を加えられたものについては「闘争によって給付事由を生じさせた」場合には該当しない（昭和2年4月27日保理1956号）。

被保険者又は被保険者であった者が、正当な理由なく療養に関する指示に従わないときは、保険給付の一部を行わないことができる（一部制限、第119条）。
保険者は、偽りその他不正行為により、保険給付を受け、または受けようとした者に対し、6月以内の期間を定め、その者に支給すべき傷病手当金又は出産手当金の全部または一部を支給しない旨の決定をすることができる。ただし、偽りその他不正行為があった日から1年を経過したときは、当該給付制限を行うことはできない（第120条）。
偽りその他不正の行為によって保険給付を受けた者があるときは、保険者は、その者からその給付の価額の全部又は一部を徴収することができる（第58条1項）。この場合において、事業主が虚偽の報告若しくは証明をし、又は保険医若しくは主治医が、保険者に提出されるべき診断書に虚偽の記載をしたため、その保険給付が行われたものであるときは、保険者は、当該事業主、保険医又は主治医に対し、保険給付を受けた者に連帯して前項の徴収金を納付すべきことを命ずることができる（第58条2項）。
保険者は、保険医療機関・保険薬局・指定訪問看護事業者が偽りその他不正の行為によって療養の給付等に関する費用の支払を受けたときは、当該保険医療機関・保険薬局・指定訪問看護事業者に対し、その支払った額につき返還させるほか、その返還させる額の40%を支払わせることができる（第58条3項）。

## 不服申立て
健康保険における被保険者の資格、保険料の納付については厚生年金とセットになっていることから、不服申立てについても厚生年金と手続が一元化されている。
被保険者の資格、標準報酬又は保険給付に関する処分に不服がある者は、各地方厚生局に置かれる社会保険審査官に対して審査請求をすることができる（第189条）。この審査請求は処分があったことを知った日の翌日から起算して3か月以内にしなければならない（社会保険審査官及び社会保険審査会法第4条）。また、被保険者の資格または標準報酬に関する処分に対する審査請求は、原処分のあった日の翌日から起算して2年を経過したときは、することができない。以上の処分については、当該審査請求に対する社会保険審査官の裁決を経た後でなければ、取消の訴えを提起することはできない（審査請求前置主義、第192条、行政事件訴訟法第8条1項但書）。
社会保険審査官の決定に不服がある者は、社会保険審査会に対して再審査請求をすることができる（二審制）。この再審査請求は、社会保険審査官の決定書の謄本が送付された日の翌日から起算して2か月以内にしなければならない（社会保険審査官及び社会保険審査会法第32条）。また、審査請求をした日から2か月以内に決定がないときは、審査請求人は、社会保険審査官が審査請求を棄却したものとみなして、社会保険審査会に再審査請求をすることができる。いずれの場合であっても、当該再審査請求は口頭で行うことができる。2016年の法改正により、再審査請求と処分の取消の訴えの提起のいずれを選択するかは申立人の任意となった。
保険料の賦課もしくは徴収の処分又は滞納処分に不服がある者は、社会保険審査会に対して審査請求をすることができる（一審制、第190条）。この場合は2016年の法改正により、審査請求前置主義は適用されなくなったので、審査請求をせずに処分の取消の訴えを提起することが可能である。
審査請求・再審査請求は、時効の中断に関しては裁判上の請求とみなされる。

## 時効
保険料を徴収し、又はその還付を受ける権利及び保険給付を受ける権利は、これらを行使することができる時から2年を経過したときは時効により消滅する（第193条1項）。これは金銭の徴収・給付にかかる規定であるので、療養の給付のような現物給付については消滅時効の適用はない。保険料の納入の告知又は督促は、時効の更新の効力を有する（第193条2項）。
事業主から被保険者に還付すべき保険料過納分の被保険者の返還請求権については、健康保険法の適用はなく、民法の一般原則に従って10年の消滅時効にかかる（民法第167条）。

## 他の医療保険制度と健康保険の関係
疾病や負傷が業務や通勤を原因とするために労働者災害補償保険（労災保険）または公務災害の補償が適用される場合、および介護保険の適用により支給がなされる場合には、同一の疾病・負傷については健康保険が適用されずその支給が全額カットされる場合がある。例えば傷病手当金はその全額が支給されない（第55条）。
少年院、刑事施設、労役場その他これらに準ずる施設に収容・拘禁された被保険者又は被保険者であった者については、疾病、負傷、出産につき、原則として保険給付は行われない（公費治療との調整、第118条）。ただしこの場合でも、死亡に関する給付及び被扶養者に係る保険給付は行われる。なお、未決勾留者については傷病手当金・出産手当金は支給される。また、結核、精神病、原爆症等、公費負担治療の対象となる疾病、負傷については、公費負担の範囲内で健康保険の保険給付は行わないこととされている。ただ、健康保険と公費負担が競合する場合、一般的には健康保険を優先して給付し、自己負担分について公費負担が行われている。
健康保険と、その他の保険・医療制度（労災、公務災害、介護保険、公費治療、公費負担治療）との関係については、いずれかの制度を選択したり、支給調整が行われると言った性格のものではなく、その他の保険の一からの給付を受けなければならない。例えば労災であるにもかかわらず健康保険での給付を受けると、その給付相当額を一旦保険者に返納した上で労災の申請をしなければならなくなる（労災は申請してもすぐには支給されない）ので、二度手間でありかつ一時的にでも療養費等の自己負担をすることになる。なお、「労災隠し」の問題については労働災害の項目を参照のこと。

### 第三者行為との関係
疾病や負傷が交通事故などの第三者行為を原因とする場合、ただちに健康保険が適用できると言うわけではない。第三者行為による傷病に対して患者本人が健康保険による給付を希望する場合、第三者行為による被害の届出（通称「第三者行為の届出」）を行うことで、保険者による医療給付が行われる。保険者が給付した医療費は、求償を介して加害者から保険者へと弁済されるものと想定されている。具体的には、保険者は、その給付した金額を限度として、第三者行為の相手方に対する損害賠償請求権を代位取得する（第57条第1項）。第三者行為届の届出を行う義務者は被保険者で（患者本人とは必ずしも一致しない）、遅滞なく提出するものと定められている（施行規則第65条）。
第三者行為による傷病の場合には、疾病等の完治や症状固定などにより保険給付が終結するまでは、相手方との示談等を行うべきではなく、その旨、保険者からも指導がある。それは、被害者と相手方との示談等（口約束を含む）を先に行なうことにより、被害者の持つ損害賠償請求権が確定（限定）されてしまい、保険者が代位取得できる賠償請求権も限定されてしまうからである。訴訟外の先行賠償により（自動車保険の人身傷害など）賠償額を受領し、または訴訟等により賠償額が確定しその受領を受けた場合には、その受領額を限度として健康保険からの給付に対して支給調整が行われる（第57条第2項）。なお、第三者行為と各種保険との関係については、労災保険、公務災害による保険、介護保険においても同様である。